# Beerfelde (Adelsgeschlecht)

Wappen derer von Beerfelde

Beerfelde ist der Name eines alten Adelsgeschlechts in Brandenburg. Im Landkreis Oder-Spree findet sich eine gleichnamige Ortschaft Beerfelde. Der Ort ist seit 2002 Ortsteil der Gemeinde Steinhöfel.

## Geschichte

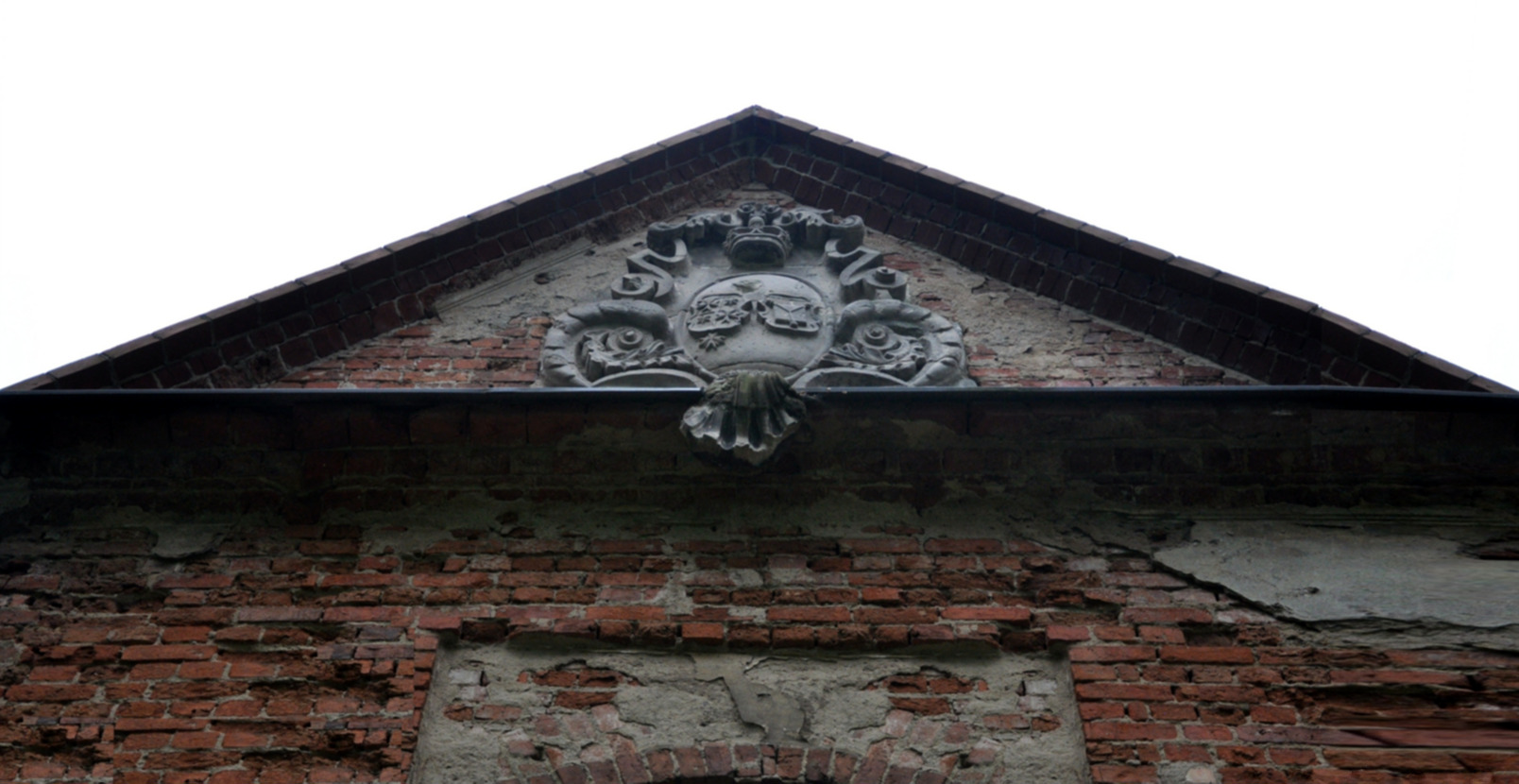
Wappen derer von Beerfelde an der Ruine der Dorfkirche Lossow

Die Familie von Beerfelde gehört zum mittelmärkischen Uradel mit dem gleichnamigen Stammsitz bei Lebus. Es tritt erstmals 1358 urkundlich auf mit Peter, Schulze in Rosental, und Betkino de Berenuelde. Das Gut Lossow bei Frankfurt (Oder) gehörte der Familie. Ein Beerfeldsches Majorat bestand für die ursprünglich der Familie von Kottwitz gehörenden Güter Sommerfeld, Grabkow und Düberow. Besitzungen der Familie lassen sich auch in folgenden Brandenburger Ortschaften nachweisen: Falkenberg bei Fürstenwalde, Görlsdorf (Vierlinden), Hathenow, Neuhardenberg und Worin. Die genealogische Aufteilung bestand ursächlich in zwei Stämmen. Stamm A mit der Linie I Lossow und den späteren Zweigen Sommerfeld und Zuchen. Der Äste Zuchen, Lossow und Liebenow bestehen heute nicht mehr. Stamm B als Trebnitz bezeichnet mit Haus Rosenthal ist ebenfalls ausgestorben. Das Geschlecht besteht aber bis heute, im Haus Sommerfeld.
Nach der Reformation säkularisierte Kurfürst Joachim II. 1540 das Zisterzienserinnen-Kloster Friedland und zog seine Güter ein. 1546 verpfändete er das nunmehrige Domänengut an Balthasar von Beerfelde, der das Landgut, das bis zum Klostersee reichte, allerdings nur bis 1564 hielt.

### Sommerfeld, Bomsdorf und Liebthal
Als Nacherbe kam Schloss Sommerfeld im ostbrandenburgischen Kreis Crossen über die Familie von Kottwitz an die Familie von Beerfelde, konkret über den Umweg des preußischen Generals Friedrich Siegmund von Bredow (1683–1759), denn dessen zweite Ehefrau war Emerintia von Beerfelde. Sie stiftete weit vor 1792, oder gleich nach dem Tod des Ehemannes, einen Familienfideikommiss, zur Sicherung der Erbfolge. So übernahm dann ihr Bruder George Friedrich von Beerfelde (1722–1799) die Begüterung um Schloss Sommerfeld. Seine Nachfahren bauten das Schloss ab 1840 in die bis heute bestehende Gestaltung um. Seine Ehefrau Henriette von Hayn wiederum brachte Gut Bomsdorf in der Niederlausitz mit in die Ehe und auch damit mit in die Familie. So waren die Erben jeweils Majoratsherrn auf beiden Besitzungen, Friedrich von Beerfelde (1767–1800), sowie sein Bruder Adolph von Beerfelde (1769–1806), verheiratet mit Caroline Freiin von Blomberg. Die Kinder als Miterben verkauften Bomsdorf 1844 wieder. Käufer wurde der Ehemann der Adelheid von Beerfelde, Prot von Wiedebach. Gut Liebthal kam ebenfalls durch Einheirat in die Hand derer von Beerfelde. Richard Freiherr von Blomberg gründete mit Mathilde von Beerfelde eine Familie. Wenige Generationen später wurde Gustav von Beerfelde (1881–1929) letzter Grundbesitzer von Sommerfeld, 1930 wurde dieses 412 ha Gut verkauft. Gehalten werden konnten aber das 987 ha große Nebengüter Wellmitz sowie Baudach, bis zu den Enteignungen 1945, jene betreute Georg von Beerfelde (1906–1977). Letzter Gutsherr auf Liebthal mit 1142 ha wiederum wurde der Leutnant a. D. Rudolph von Beerfelde-Sommerfeld (1889–1945), als seine Erbin gilt die Ehefrau Anna, geborene Freiin von Blomberg, Tochter des ursprünglichen Besitzers.

#### Johanniterorden
Die Brüder George Friedrich und der Oberst Balthasar Adolph von Beerfelde (1723–1795) waren Kommendatoren des Johanniterordens. George Friedrich von Beerfelde stand zunächst der Kommende Gorgast vor und übernahm dann 1796 die Komturei Lietzen.

## Wappen
Das von Silber und Blau gespaltene Wappen zeigt zwei Sterne verwechselter Farbe. Auf dem Helm mit blau–silbernen Decken drei schwarze Hahnenfedern auf einem Kolben zwischen zwei (silbern, blau) Büffelhörnern, die von je drei Sternen verwechselter Farben umgeben sind.

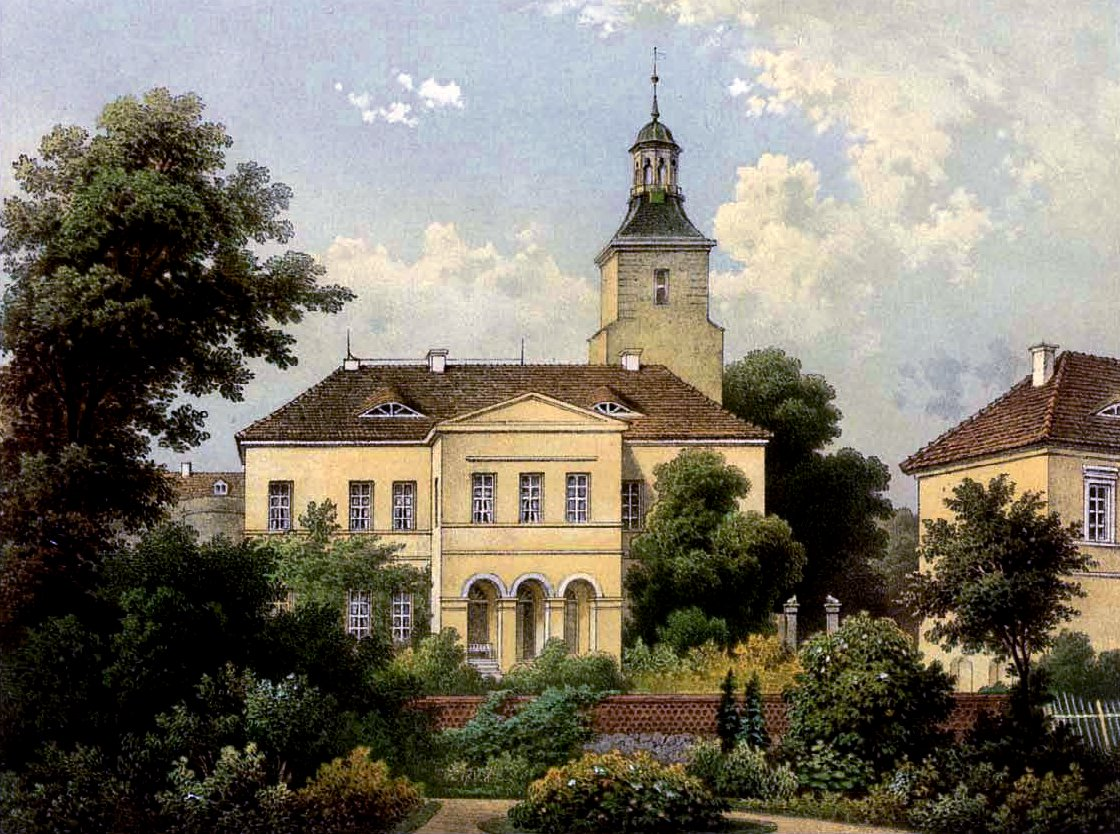
Schloss Sommerfeld um 1865/66, Sammlung Alexander Duncker

## Bekannte Familienmitglieder
- Hans Siegismund von Beerfelde (1726–1788), preußischer Offizier, Gutsherr von Lossow, Landrat im Landkreis Lebus, Ritterschaftsrat
- Christian Wilhelm von Beerfelde (1731–1791), preußischer Landrat des Kreises Landsberg
- Julius Wilhelm von Beerfelde (1805–1871), deutscher Jurist und Politiker, MdR
- Georg von Beerfelde (1838–1902), deutscher Gutsbesitzer auf Sommerfeld[14] bei Crossen-Züllichau, Mitglied des Preußischen Herrenhauses
- Kurt von Beerfelde (1869–1931), deutscher Oberstleutnant, Ritter[15] des Ordens Pour le Mérite
- Hans Georg von Beerfelde-Zuchen (1877–1960), deutscher Offizier und Politiker (USPD)